# Crane (Indiana)
Crane es un pueblo ubicado en el condado de Martin en el estado estadounidense de Indiana. En el Censo de 2010 tenía una población de 184 habitantes y una densidad poblacional de 602,06 personas por km².

## Geografía
Crane se encuentra ubicado en las coordenadas 38°53′40″N 86°54′5″O / 38.89444, -86.90139. Según la Oficina del Censo de los Estados Unidos, Crane tiene una superficie total de 0.31 km², de la cual 0.31 km² corresponden a tierra firme y (0%) 0 km² es agua.

## Demografía
Según el censo de 2010, había 184 personas residiendo en Crane. La densidad de población era de 602,06 hab./km². De los 184 habitantes, Crane estaba compuesto por el 96.74% blancos, el 0% eran afroamericanos, el 0% eran amerindios, el 3.26% eran asiáticos, el 0% eran isleños del Pacífico, el 0% eran de otras razas y el 0% pertenecían a dos o más razas. Del total de la población el 0% eran hispanos o latinos de cualquier raza.